# Cabreraea andina
 Cabreraea andina  (Cabrera) Bonif., 2009 è una specie di piante angiosperme dicotiledoni della famiglia delle Asteraceae, sottofamiglia Asteroideae,  tribù Astereae (Basal grade) e sottotribù Chiliotrichinae.  Cabreraea andina è anche l'unica specie del genere  Cabreraea  Bonif., 2009.

## Etimologia
Il nome generico (Cabreraea) ricorda Angel Lulio Cabrera (1908−1999), un botanico che ha dato un contributo significativo alla comprensione sistematica delle Compositae ed ha stabilìte le basi della floristica delle Compositae nell'America meridionale. L'epiteto specifico (andina) si riferisce alla catena montuosa delle Ande, dove è presente la specie.
Il nome scientifico della specie è stato definito dai botanici Angel Lulio Cabrera (1908-1999) e José Mauricio Bonifacino nella pubblicazione " Smithsonian Contributions to Botany. Washington, DC" ( Smithsonian Contr. Bot. 92: 20) del 2009. Il nome scientifico del genere è stato definito nella stessa pubblicazione.

## Descrizione
Portamento. Le specie di questa voce ha un habitus di tipo arbustivo subgloboso.
Fusto. La parte aerea in genere è eretta, ascendente e ramificata (i rami sono lassi). Le superfici non sono costolute, ma densamente tomentose e punteggiate di ghiandole.
Foglie. Le foglie, persistenti, sono fittamente disposte in modo patente e alternato; sono inoltre picciolate (il picciolo è allargato verso il fusto). Le foglie, con forme lineari-oblunghe a base troncata, apice ottuso e margini revoluti, sono coriacee. La superficie abassiale è densamente tomentosa, mentre entrambe le superfici sono punteggiate di ghiandole.
Infiorescenza. Le sinflorescenze sono scapose (capolini solitari). Le infiorescenze vere e proprie sono composte da un capolino terminale brevemente peduncolato di tipo radiato con fiori spesso eterogami. I capolini sono formati da un involucro, con forme campanulate, composto da diverse brattee, al cui interno un ricettacolo fa da base ai fiori di due tipi: fiori del raggio e fiori del disco. Le brattee, con forme da ovato-ellittiche a oblunghe, apici acuti, tomentose sulla superficie abassiale, margini membranacei e a consistenza coriacea, sono disposte in modo più o meno embricato su 3 - 5 serie. Il ricettacolo è provvisto di pagliette a protezione della base dei fiori; la forma è convessa.
Fiori.  I fiori sono tetra-ciclici (formati cioè da 4 verticilli: calice – corolla – androceo – gineceo) e pentameri (calice e corolla formati da 5 elementi). Si distinguono in:
- fiori del raggio (esterni): da 9 a 13 per capolino; sono femminili con forme ligulate (struttura zigomorfa); sono presenti staminoidi;
- fiori del disco (centrali): sono più numerosi (da 20 a 25) con forme tubulose (attinomorfe); sono ermafroditi.

- Formula fiorale:

*/x K {\displaystyle \infty }, [C (5), A (5)], G 2 (infero), achenio
- Calice: i sepali del calice sono ridotti ad una coroncina di squame.

- Corolla: 
  - fiori del raggio: la forma della corolla alla base è più o meno tubulosa-imbutiforme, mentre all'apice è ellittica e trilobata; il colore è giallo;
  - fiori del disco: la forma è tubulare bruscamente divaricata in 5 lobi; i lobi, patenti o eretti, hanno una forma triangolare; il colore è giallo

- Androceo: l'androceo è formato da 5 stami sorretti da filamenti generalmente liberi; gli stami sono connati e formano un manicotto circondante lo stilo; le teche (produttrici del polline) alla base sono sagittate; le appendici apicali delle antere hanno delle forme piatte e lanceolate; il tessuto endoteciale (rivestimento interno dell'antera) è quasi sempre polarizzato (con due superfici distinte: una verso l'esterno e una verso l'interno). Il polline è sferico con un diametro medio di circa 25 micron;  è tricolporato (con tre aperture sia di tipo a fessura che tipo isodiametrica o poro) ed è echinato (con punte sporgenti).[10][12]

- Gineceo: l'ovario è infero uniloculare formato da 2 carpelli.[6] Lo stilo (il recettore del polline) è profondamente bifido (con due stigmi divergenti) e con le linee stigmatiche marginali separate; alla base lo stilo è rigonfio.[13] I due bracci dello stilo hanno una forma da lanceolata a deltoide e possono essere papillosi o ricoperti da ciuffi di peli.

Frutti. I frutti sono degli acheni con pappo; in alcune specie è presente un certo dimorfismo (gli acheni dei fiori del raggio differiscono dagli acheni dei fiori del disco);
- achenio: gli acheni, con forme strettamente obovate e compresse, hanno 3 - 5 nervature laterali; la superficie è densamente villosa con tricomi ghiandolari molto corti; la parete dell'achenio è formata da celle contenenti rafidi ma prive di fitomelanina; il carpoforo normalmente è anulare; le setole con punte a forma di ancora non sono presenti;
- pappo: il pappo è formato da 2 serie di setole. Quelle interne sono spesse e barbate; quelle esterne sono più brevi. Alcune sono fuse tra loro alla base.

## Biologia
Impollinazione: tramite insetti (impollinazione entomogama tramite farfalle diurne e notturne).

Riproduzione: la fecondazione avviene fondamentalmente tramite l'impollinazione dei fiori.

Dispersione: i semi cadono a terra e vengono dispersi soprattutto da insetti come formiche (disseminazione mirmecoria). Un altro tipo di dispersione è zoocoria: gli uncini delle brattee dell'involucro (se presenti) si agganciano ai peli degli animali di passaggio che portano così i semi anche su lunghe distanze. Inoltre per merito del pappo il vento può trasportare i semi anche per alcuni chilometri (disseminazione anemocora).

## Distribuzione e habitat
La specie di questa voce è distribuita in Argentina (nord-ovest).

## Sistematica
La famiglia di appartenenza di questa voce (Asteraceae o Compositae, nomen conservandum) probabilmente originaria del Sud America, è la più numerosa del mondo vegetale, comprende oltre 23.000 specie distribuite su 1.535 generi, oppure 22.750 specie e 1.530 generi secondo altre fonti (una delle checklist più aggiornata elenca fino a 1.679 generi). La famiglia attualmente (2021) è divisa in 16 sottofamiglie; la sottofamiglia Asteroideae è una di queste e rappresenta l'evoluzione più recente di tutta la famiglia.

### Filogenesi
La tribù Astereae (una delle 21 tribù della sottofamiglia Asteroideae) comprende circa 40 sottotribù. In base alle ultime ricerche nella tribù sono stati individuati (provvisoriamente) 5 principali lignaggi:
- Basal grade: include alcuni generi isolati, il gruppo "South American-Oceania",  alcune sottotribù africane e il gruppo dei generi legnosi del Madagascar.
- Bellis lineage: comprende le sottotribù eurasiatiche e una sottotribù africana.
- Aster lineage: include i generi asiatici di Asterinae e i principali gruppi dell'Australia e dell'Oceania.
- Baccharis lineage: include alcuni gruppi sudamericani.
- North American lineage: include la vasta gamma di sottotribù del Nordamerica, Messico e alcuni gruppi distribuiti nel Sudamerica.

Il genere Cabreraea (insieme alla sottotribù Chiliotrichinae) è incluso nel lignaggio "Basal grade". In particolare fa parte del sottogruppo relativo agli areali del Sudamerica. Le specie di questo gruppo sono caratterizzate da un livello di ploidia 2x o 4x. La sottotribù è suddivisa in tre cladi (o gruppi): Chiliotrichum clade - Nardophyllum clade - Llerasia clade. Il genere Cabreraea è incluso nel clade "Nardophyllum" insieme ai generi Katinasia - Nardophyllum - Chiliotrichiopsis. Questo clade è da moderatamente a ben supportato e l'unico carattere morfologico comune a tutte le specie del gruppo sono gli acheni villosi, fittamente ricoperti da corti tricomi gemelli. Altri caratteri secondari sono i capolini di tipo discoidale e i ricettacoli parzialmente con pagliette.
I caratteri distintivi della specie  Cabreraea andina sono:
- le foglie sono lineari;
- le corolle dei fiori del raggio sono gialle;
- le setole del pappo sono eteromorfe (le serie esterne sono più corte).

### Sinonimi
Sono elencati alcuni sinonimi per questa entità:
- Chiliophyllum andinum Cabrera